# Горња церебрална артерија
Горња церебеларна артерија (ГЦА) је артерија главе. Настаје близу краја базиларне артерије. То је грана базиларне артерије. Он снабдева делове малог мозга, средњег мозга и друге оближње структуре. То је узрок неуралгије тригеминуса код неких пацијената.

## Анатомија
Горња церебеларна артерија настаје близу краја базиларне артерије. Пролази бочно око можданог стабла.  Ово је непосредно испод окуломоторног нерва, који га одваја од задње мождане артерије. Затим се вијуга око церебралне педунке, близу трохлеарног нерва. Такође се налази близу малог мозга.  Када стигне на горњу површину малог мозга, дели се на гране које се гранају у пиа матер и анастомозирају са онима предње доње церебеларне артерије и задње доње церебеларне артерије.
Неколико грана је дато пинеалном телу, предњем медуларном велуму и тела цхориоидеа треће коморе.

## Функција
Горња церебеларна артерија снабдева крвљу дубоке делове и супериорне делове малог мозга. Она снабдева и делове средњег мозга (тектум, укључујући церебралну кору).Такође снабдева горњи медуларни велум, горњи малог мозга, средњи церебеларни педункул и интерпедункуларни регион. 